# Dehydrogenaza glutaminianowa

Kwas L-glutaminowy

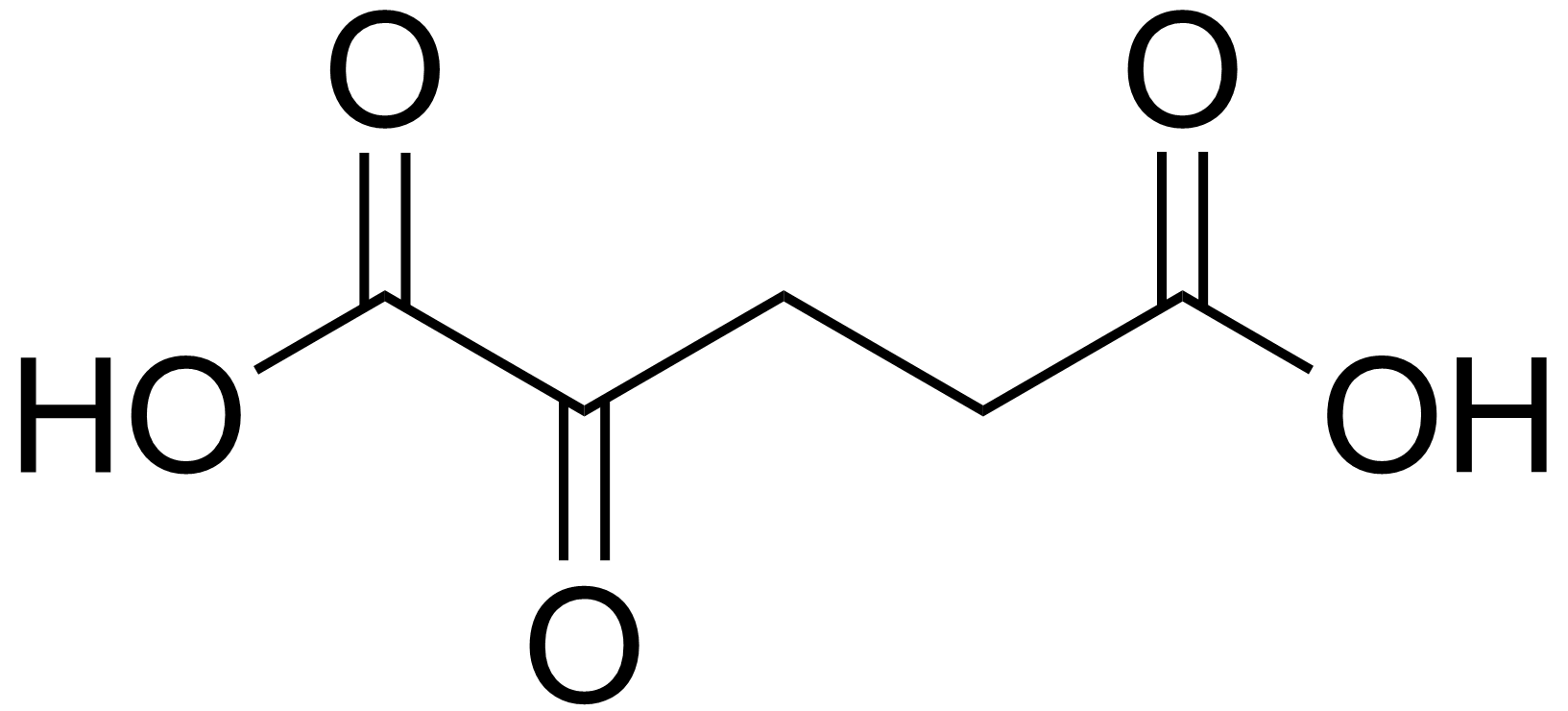
Kwas α-ketoglutarowy

Dehydrogenaza glutaminianowa, GDH – enzym z grupy dehydrogenaz katalizujący reakcję przekształcenia L-glutaminianu w α-ketoglutaran i jon amonowy (rozpatrywany zwykle jako amoniak + jon wodorowy) lub reakcję odwrotną, w zależności od organizmu, środowiska i występujących stresów. Występuje w większości mikroorganizmów oraz w mitochondriach eukariontów, w tym roślin i zwierząt.
Reakcja jest łatwo odwracalna i zachodzi również w biosyntezie aminokwasu.

## Kofaktory
Kofaktorem dehydrogenazy glutaminianowej jest NAD+ lub NADP+. W zależności od kofaktora enzym dzieli się na trzy klasy:
- EC 1.4.1.2: L-glutaminian + H2O + NAD+ ⇌ α-ketoglutaran + NH3 + NADH + H+
- EC 1.4.1.3:  L-glutaminian + H2O + NAD(P)+ ⇌ α-ketoglutaran + NH3 + NAD(P)H + H+
- EC 1.4.1.4: L-glutaminian + H2O + NADP+ ⇌ α-ketoglutaran + NH3 + NADPH + H+

## Regulacja
GDH w wątrobie jest allosterycznie hamowana przez ATP, GTP i NADH.
Aktywowana jest przez ADP. 